# 島根県道29号大社日御碕線
島根県道29号大社日御碕線（しまねけんどう29ごう たいしゃひのみさきせん）は、島根県出雲市を通る県道（主要地方道）である。

## 概要

### 路線データ
- 起点：島根県出雲市大社町杵築北（国道431号交点）
- 終点：島根県出雲市大社町日御碕

## 歴史
- 1971年（昭和46年）6月26日 - 建設省（現・国土交通省）が主要地方道大社日御碕線を指定。
- 1972年（昭和47年）8月1日 - 島根県が上記政令に基づき県道29号大社日御碕線を認定。
- 1993年（平成5年）5月11日 - 建設省から、県道大社日御碕線が大社日御碕線として主要地方道に再指定される[1]。
- 2024年（令和6年）7月9日 - 梅雨前線による集中豪雨により日御碕地区で路面が崩落。通行止となり、同地区235世帯548人の住民が孤立状態になった[2]。

## 路線状況

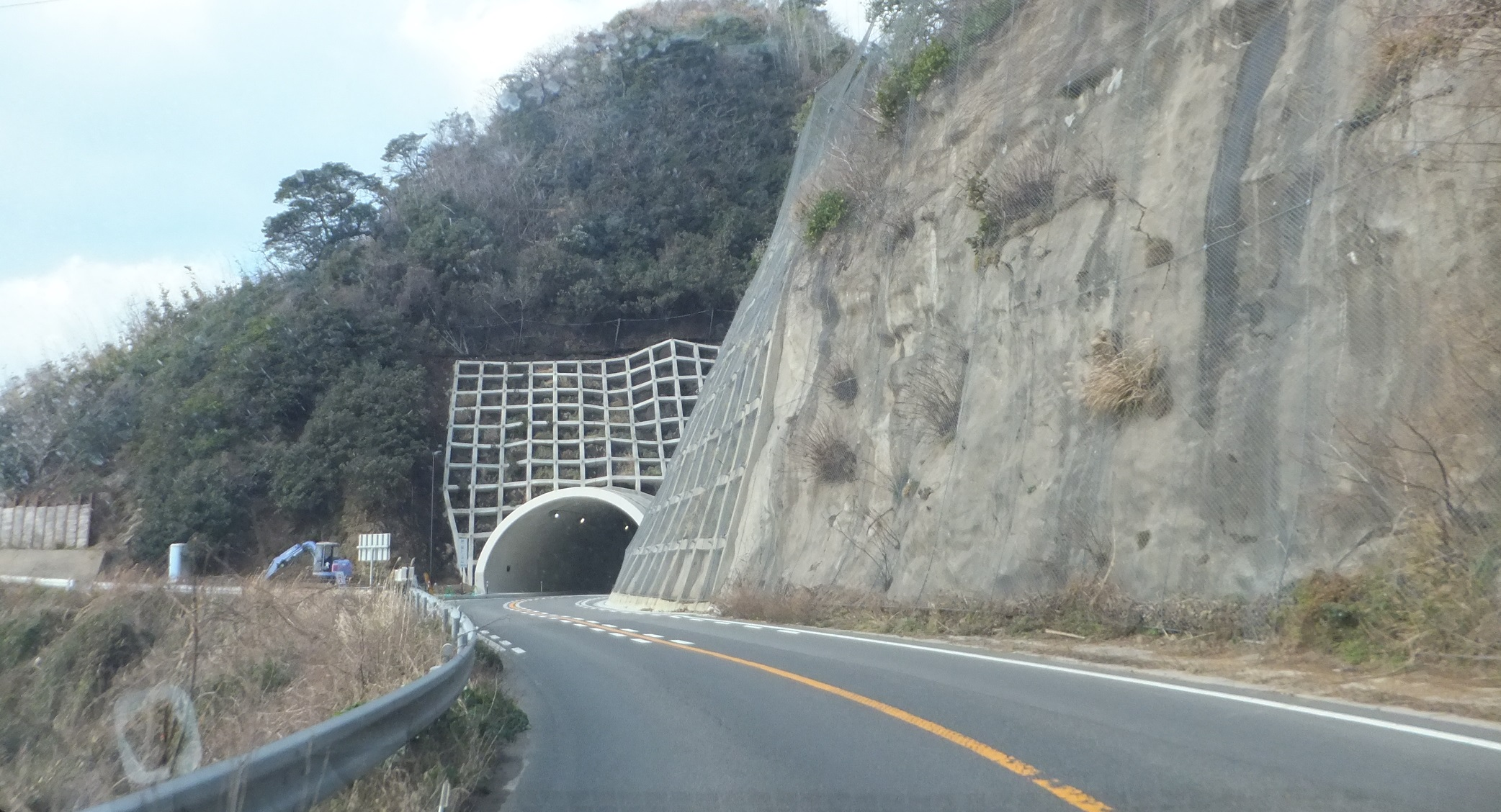
日御碕地区ではこのような道路が続く
出雲市大社町日御碕で撮影

路線の大部分が日本海に沿って走る。稲佐の浜を抜け大社漁港を抜けると急カーブと急峻な坂が多くなるが、改良工事によって通りやすくなった。
風雨の影響も受けやすく、法面崩落などにより通行規制が発生するケースが時折見られる。
かつては日御碕道路という有料道路だった。

### 愛称
- みさきうみねこ海道[3]

## 地理

### 通過する自治体
- 出雲市

### 交差する道路
- 国道431号（出雲市大社町杵築北、起点）
- 島根県道351号出雲路自転車道線（出雲市大社町杵築西）
- 島根県道23号斐川一畑大社線（出雲市大社町日御碕）

### 沿線にある施設など
- 出雲大社
- 日御碕
- 出雲日御碕灯台